# Ascalaphomerus finitimus
Ascalaphomerus finitimus är en nattsländeart som beskrevs av Mclachlan 1862. Ascalaphomerus finitimus ingår i släktet Ascalaphomerus och familjen Calamoceratidae. Inga underarter finns listade i Catalogue of Life.